# Bildstock (Kronach, Krahenberg)

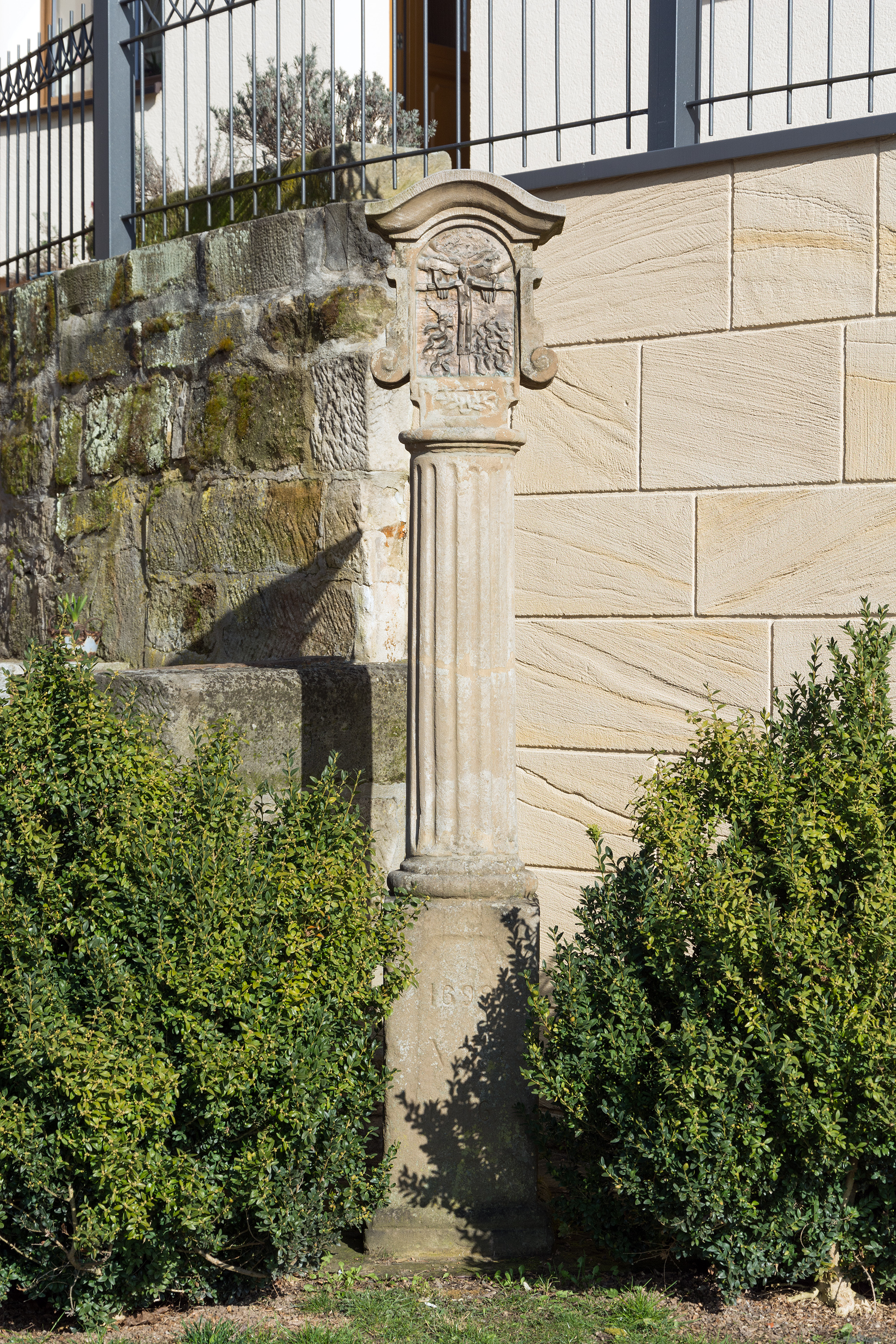
Bildstock vor dem Anwesen Krahenberg 12

Der Bildstock vor dem Anwesen Krahenberg 12 ist ein Kleindenkmal in der oberfränkischen Stadt Kronach, das im 17. Jahrhundert entstanden ist.

## Beschreibung
Die aus Sandstein gefertigte Marter ruht auf einem schlichten Sockel mit viereckigem Grundriss, an dessen Vorderseite die Inschrift „1699 V. P. 1816“ eingemeißelt ist. Über dem Sockel erhebt sich ein runder, vollständig kannelierter Säulenschaft, der einzige seiner Art im Landkreis Kronach. Der Schaft trägt einen von Voluten flankierten, zweiseitigen Aufsatz, der von geschwungenem Gesims abgeschlossen wird. In der rundbogigen Bildnische an der Vorderseite ist als Ersatz für die zuvor dort befindliche Blechtafel eine 2006 vom Kronacher Bildhauer Heinrich Schreiber angefertigte Bronzetafel mit einer Gnadenstuhl-Darstellung der heiligen Dreifaltigkeit angebracht,:108 darunter befindet sich ein Relief mit einem Hauszeichen.
Der als Baudenkmal in die Bayerische Denkmalliste eingetragene Bildstock war zeitweise in eine dahinter gelegene Stützmauer integriert, steht inzwischen jedoch wieder frei.